# Meryl Streep
Mary Louise "Meryl" Streep (født 22. juni 1949 i Summit, New Jersey) er en amerikansk skuespiller.

## Karriere
Meryl Streep har haft mange store roller, hvilket også afspejles i hendes mange oscarnomineringer. Hele 21 gange er hun blevet nomineret (17 gange for bedste kvindelige hovedrolle og 4 gange for bedste kvindelige birolle) tre gange har hun vundet. Første gang i en birolle for Kramer mod Kramer (1979), anden gang som bedste skuespiller for Sophies valg (1982) og tredje gang som bedste skuespiller for Jernladyen (2012). Hun har også modtaget det amerikanske filminstituts (AFI's) Life Achievement Award i 2004 for sin samlede karriere.

### 1970'erne
Hun fik sit gennembrud i krigs-dramaetThe Deer Hunter overfor Robert De Niro og Christoper Walken. Hun fortsatte gennembruddet med skilsmisse-dramaet Kramer mod Kramer overfor Dustin Hoffman, hvilket indtjente Streep hendes første Oscar-pris.

### 1980'erne
Meryl Streep portrætterede den danske forfatter Karen Blixen i det romantiske drama Mit Afrika. Filmen vandt en Oscar for Bedste Film. Streep selv vandt en Oscar for sin fysisk krævende præstation i dramaet Sophies valg. Hun spillede overfor Jack Nicholson i Ironweed.

### 1990'erne
Hun arbejdede med den danske instruktør Bille August på filmen Åndernes Hus, hvor hun spiller overfor Glenn Close og Winona Ryder. Hun arbejdede med Clint Eastwood på Broerne i Madison County, og instruktør Wes Craven på Music of the Heart. Samtidig prøvede hun kræfter med komedie i Robert Zemeckis' overnaturlige Hollywood-satire Døden Klæ'r Hende overfor Goldie Hawn og Bruce Willis.

### 2000'erne
I løbet af 00'erne oplevede Streep en renæssance. Hun var med i Spike Jonzes Orkidé-tyven og det Oscar-belønnede drama The Hours. Hun fik kommerciel succes med komedien The Devil Wears Prada og musicalen Mamma Mia. Hun var nomineret til en Oscar i Oscaruddelingen 2009, for Bedste kvindelige hovedrolle, i filmen Doubt (2008) en hæder hun modtog igen året efter med Nora Ephrons amerikanske biografsucces Julie & Julia.

### 2010'erne
Hun blev belønnet med sin tredje Oscar for hendes præstation for Margaret Thatcher i Jernladyen. Hun portrætterede journalisten Katharine ’Kay’ Graham i Steven Spielbergs The Post, hvor hendes 21 Oscar-nomineringer er den nuværende rekord for en enkelt skuespiller. Hun spillede overfor Nicole Kidman og Reese Witherspoon i HBO-serien Big Little Lies.

## Filmografi
| År   | Titel                                            | Rolle                         | Instruktør           | Dansk billetsalg |
| ---- | ------------------------------------------------ | ----------------------------- | -------------------- | ---------------- |
| 1977 | Julia                                            | Anne Marie                    | Fred Zinnemann       | 118.702          |
| 1978 | The Deer Hunter                                  | Linda                         | Michael Cimino       | 380.360          |
| 1979 | Manhattan                                        | Jill                          | Woody Allen          | 165.110          |
| 1979 | En mand med ambitioner                           | Karen Traynor                 | Jerry Schatzberg     | 3248             |
| 1979 | Kramer mod Kramer                                | Joanna Kramer                 | Robert Benton        | 596.910          |
| 1981 | Den franske løjtnants kvinde                     | Sarah / Anna                  | Karel Reisz          | 220.834          |
| 1982 | Still of the Night                               | Brooke Reynolds               | Robert Benton        | 35.001           |
| 1982 | Sophies valg                                     | Sophie Zawistowski            | Alan J. Pakula       | 316.078          |
| 1983 | Silkwood                                         | Karen Silkwood                | Mike Nichols         | 49.304           |
| 1984 | Falling in Love                                  | Molly Gilmore                 | Ulu Grosbard         | 115.836          |
| 1985 | For enhver pris                                  | Susan Traherne                | Fred Schepisi        | 71.340           |
| 1985 | Mit Afrika                                       | Karen Blixen                  | Sydney Pollack       | 998.953          |
| 1986 | Til ægteskabet os skiller                        | Rachel Samstat                | Mike Nichols         | 136.053          |
| 1987 | Jernurt                                          | Helen Archer                  | Hector Babenco       | 28.807           |
| 1988 | Et skrig i mørket                                | Lindy Chamberlain             | Fred Schepisi        | 76.846           |
| 1989 | Hun-djævelen                                     | Mary Fisher                   | Susan Seidelman      | 30.447           |
| 1990 | Smil vi er på                                    | Suzanne Vale                  | Mike Nichols         | 43.176           |
| 1991 | Transit til himlen                               | Julia                         | Albert Brooks        | 3.458            |
| 1992 | Døden klæ'r hende                                | Madeline Ashton               | Robert Zemeckis      | 142.674          |
| 1993 | Åndernes hus                                     | Clara del Valle Trueba        | Bille August         | 940.700          |
| 1994 | The River Wild                                   | Gail Hartman                  | Curtis Hanson        | 140.219          |
| 1995 | Broerne i Madison County                         | Francesca Johnson             | Clint Eastwood       | 292.111          |
| 1996 | Før og efter                                     | Dr. Carolyn Ryan              | Barbet Schroeder     | 7916             |
| 1996 | Marvin's Room                                    | Lee                           | Jerry Zaks           | 16.749           |
| 1998 | Dans under høstmånen                             | Kate Mundy                    | Pat O'Connor         | 2914             |
| 1998 | One True Thing                                   | Kate Gulden                   | Carl Franklin        |                  |
| 1999 | Music of the Heart                               | Roberta Guaspari              | Wes Craven           |                  |
| 2001 | A.I. Kunstig Intelligens                         | Blue Mecha (stemme)           | Steven Spielberg     | 59.539           |
| 2002 | Orkidé-tyven                                     | Susan Orlean                  | Spike Jonze          | 34.998           |
| 2002 | The Hours                                        | Clarissa Vaughan              | Stephen Daldry       | 134.119          |
| 2003 | To i en                                          | Meryl Streep                  | Peter Farrelly       | 41.874           |
| 2004 | The Manchurian Candidate                         | Senator Eleanor Prentiss Shaw | Jonathan Demme       | 14.311           |
| 2004 | Lemony Snicket - En ulykke kommer sjældent alene | Tante Josephine               | Brad Silberling      | 46.783           |
| 2005 | Kærester                                         | Lisa Metzger                  | Ben Younger          | 18.632           |
| 2006 | A Prairie Home Companion                         | Yolanda Johnson               | Robert Altman        | 15.119           |
| 2006 | The Devil Wears Prada                            | Miranda Priestly              | David Frankel        | 152.996          |
| 2006 | Myremobberen                                     | Myredronning (stemme)         | John A. Davis        | 23.203           |
| 2007 | Dark Matter                                      | Joanna Silver                 | Chen Shi-Zheng       |                  |
| 2007 | Evening                                          | Lila Ross                     | Lajos Koltai         | 4416             |
| 2007 | Afsløringen                                      | Corrine Whitman               | Gavin Hood           | 29.342           |
| 2007 | Lions for Lambs                                  | Janine Roth                   | Robert Redford       | 25.863           |
| 2008 | Mamma Mia!                                       | Donna Sheridan                | Phyllida Lloyd       | 452.019          |
| 2008 | Doubt                                            | Sister Aloysius Beauvier      | John Patrick Shanley | 11.843           |
| 2009 | Julie & Julia                                    | Julia Child                   | Nora Ephron          | 28.563           |
| 2009 | Fantastic Mr. Fox                                | Felicity Fox (stemme)         | Wes Anderson         | 3538             |
| 2009 | Det' indviklet                                   | Jane Adler                    | Nancy Meyers         | 91.163           |
| 2011 | Jernladyen                                       | Margaret Thatcher             | Phyllida Lloyd       | 173.907          |
| 2012 | Hope Springs                                     | Kay Soames                    | David Frankel        | 171.545          |
| 2013 | Familien                                         | Violet Weston                 | John Wells           | 48.332           |
| 2014 | The Giver                                        | Chief Elder                   | Phillip Noyce        | 710              |
| 2014 | The Homesman                                     | Altha Carter                  | Tommy Lee Jones      | 9653             |
| 2014 | Into the Woods                                   | Heksen                        | Rob Marshall         | 9653             |
| 2015 | Ricki and the Flash                              | Ricki                         | Jonathan Demme       | 7578             |
| 2015 | Suffragette                                      | Emmeline Pankhurst            | Sarah Gavron         | 14.734           |
| 2016 | Florence                                         | Florence Foster Jenkins       | Stephen Frears       | 147.258          |
| 2017 | The Post                                         | Kay Graham                    | Steven Spielberg     | 151.436          |
| 2018 | Mamma Mia! Here We Go Again                      | Donna Sheridan                | Ol Parker            | 332.235          |
| 2018 | Mary Poppins Vender Tilbage                      | Topsy                         | Rob Marshall         | 25.772           |
| 2019 | The Laundromat                                   | Ellen Martin                  | Steven Soderbergh    |                  |
| 2019 | Little Women                                     | Aunt March                    | Greta Gerwig         |                  |

## Privat
Man ved meget lidt om Meryl Streep, hun skærmer sit privatliv og er kendt for at sige; jeg er en skuespillerinde, der går hjem efter arbejde.